# W-2 서식
W-2 서식(영어: Form W-2)은 미국 국세청(Internal Revenue Service, IRS)의 세금 서식으로, 공식적으로는 "급여 및 세금 신고서"(Wage and Tax Statement)이라는 이름을 가지고 있다. 고용주가 피고용인에게 지급한 급여(wage)와 원천징수한 세금(tax)을 신고하는 데 쓰인다. 고용주는 각 피고용인에 대한 W-2 서식을 채워서, 매년 1월 31일까지 해당 피고용인에게 보내야 한다.

## 연혁
- 1943년 미국 세금납부법(Current Tax Payment Act)에 규정되었고, 1944년 처음으로 발급되었다.[1]
- 1965년 이 서식의 명칭이 "세금 원천징수 신고서"(Withholding Tax Statement)에서 지금의 명칭인 "급여 및 세금 신고서"(Wage and Tax Statement)로 바뀌었다.[1]
- 1978년 현대적인 숫자 기입란 디자인으로 바뀌었다.[1]